# Список озер Білорусі

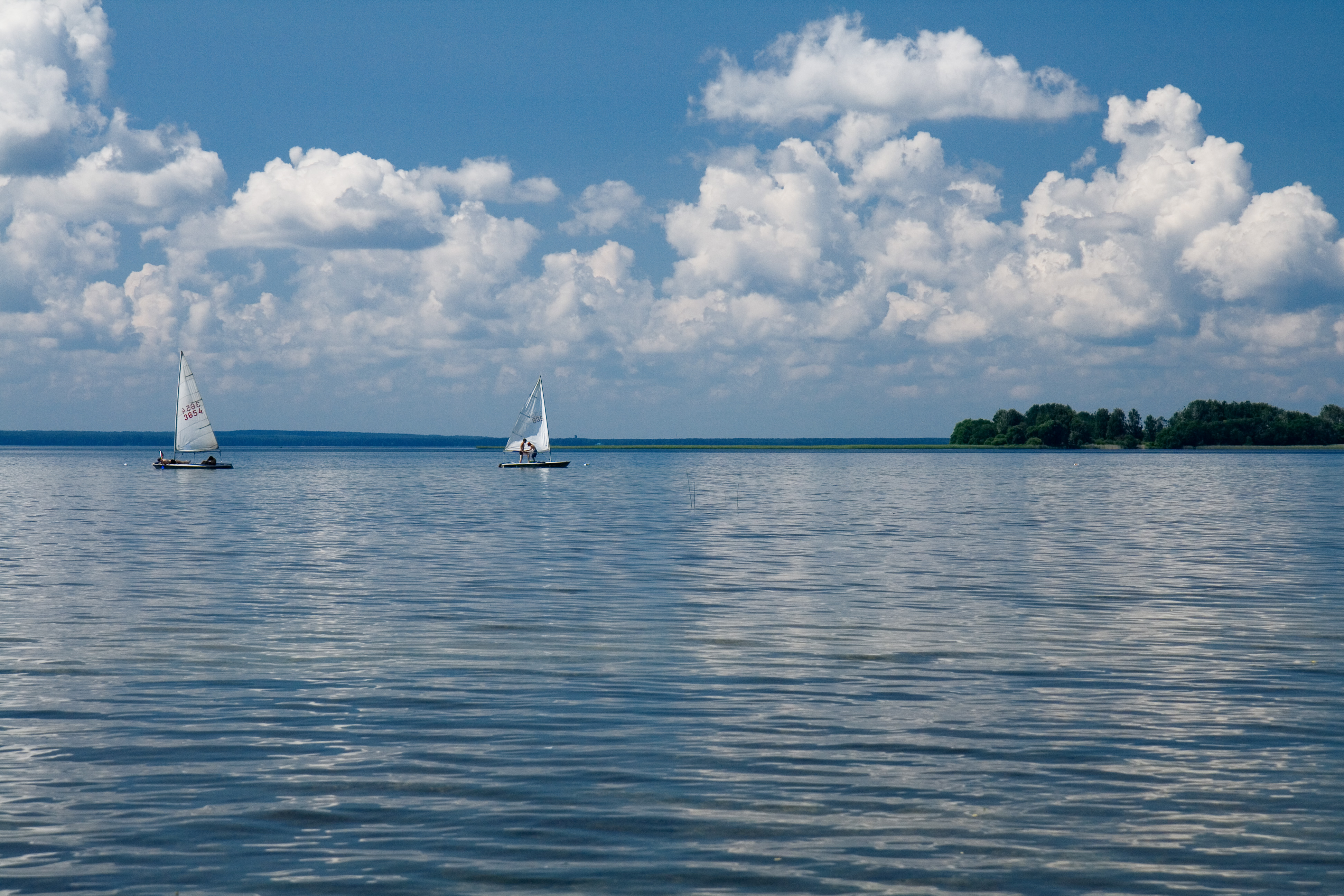
Озеро Нароч

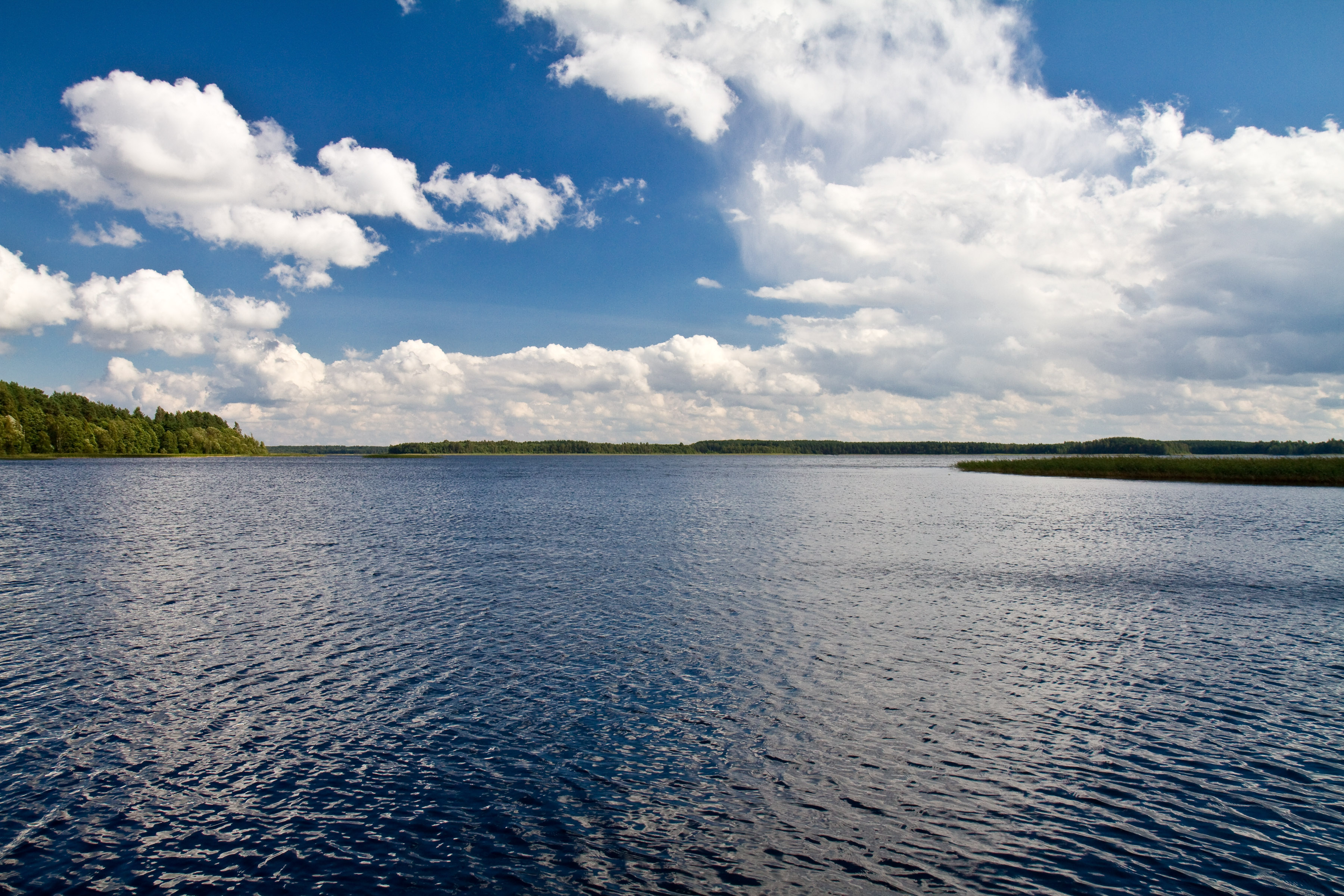
Озеро Струсто

Озера Білорусі (біл. Азёры Беларусі). На території Білорусі близько 10 780 великих і малих озер. З них 9429 (87,4%) площею до 0,1 км² включно, 1072 (10%) — понад 0,1 до 1 км² включно та 279 (2,6%) — понад 1 км², в тому числі 21 озеро має площу понад 10 км².

## Загальні відомості
Загальна площа всіх озер Білорусі становить близько 2 тис. км², що становить близько 1% території країни, а об'єм їх води  — становить 6-7 км³. В окремих районах (Браславський, Ушацький) під озерами зайнято до 10% території.
Найбільша кількість озер; найбільші за глибиною, найрізноманітніші по контурах і мальовничістю — знаходяться на півночі та північному заході країни, у так званому «Білоруському Поозер'ї». У Поліссі на заплавах великих річок — численні дрібні старичні озера. Місцями збереглися і великі водойми залишкового типу (наприклад, Червоне). Розміри озер — від сотень метрів до десятків кілометрів.
Практично всі озера Білорусі льодовикового походження, утворені в процесі танення Валдайського льодовика (приблизно 12 тис. років тому).
Найбільші озера Білорусі розташовані у Мінській області — Нароч (79,6 км²), у Вітебській області — Освея (52,8 км²) та Дрісвяти (44,8 км²). Останнє частково лежить на території Литви. Найглибші озера розташовані на території Вітебської області — Довге (53,6 м), Річі (51,9 м) та Гинькове (43,3 м). Саме мілке озеро — Судабле (Смолевицький район), яке має максимальну глибину всього 0,6 м при середній глибині — 0,43 м. Найдовшим є озеро Селява (Крупський район), яке тягнеться на 14,4 км, трохи поступається йому озеро Свір (Мядельський) — 14,12 км. Озеро Нароч — найширше — 9,8 км.

## Найбільші озера

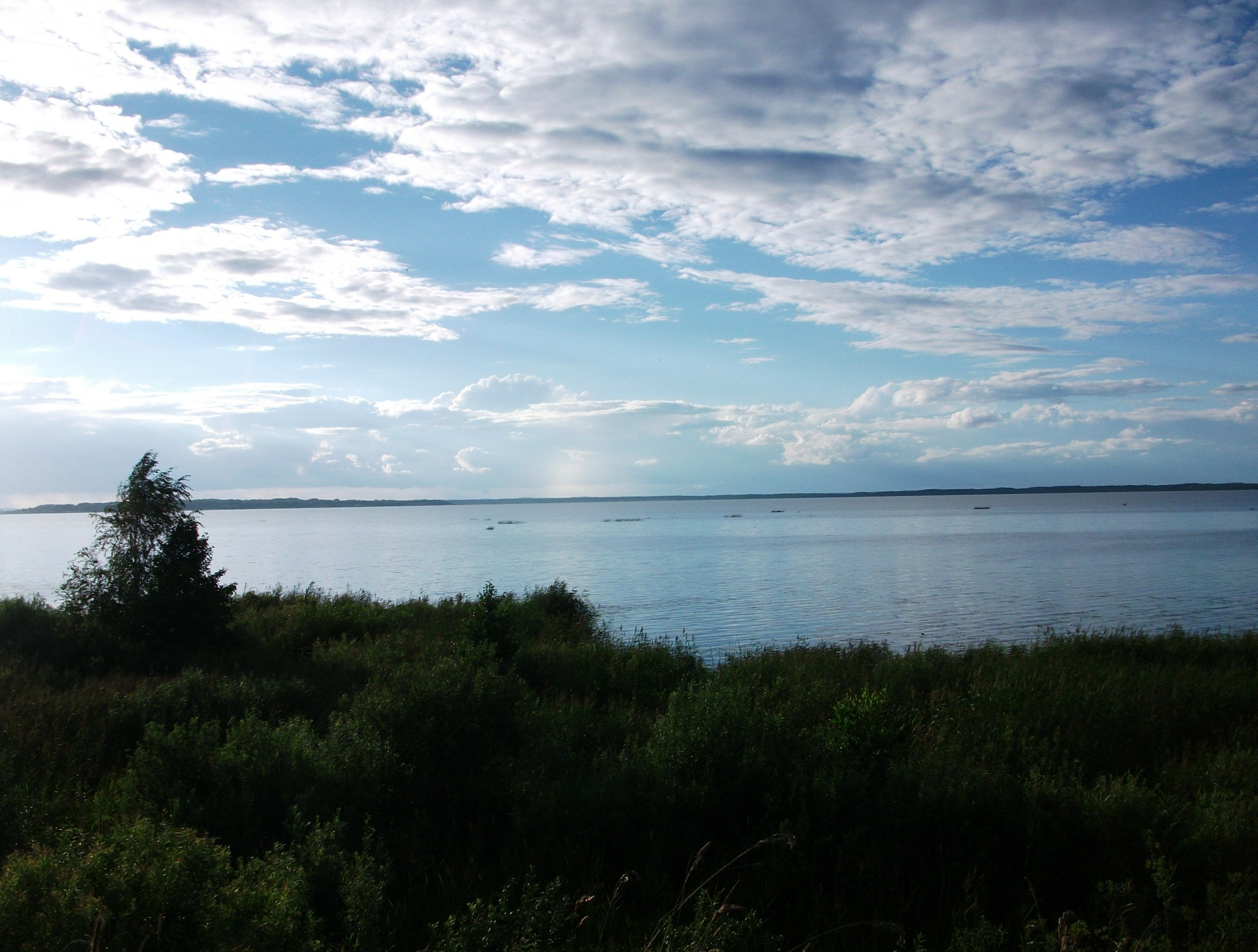
Озеро Освея

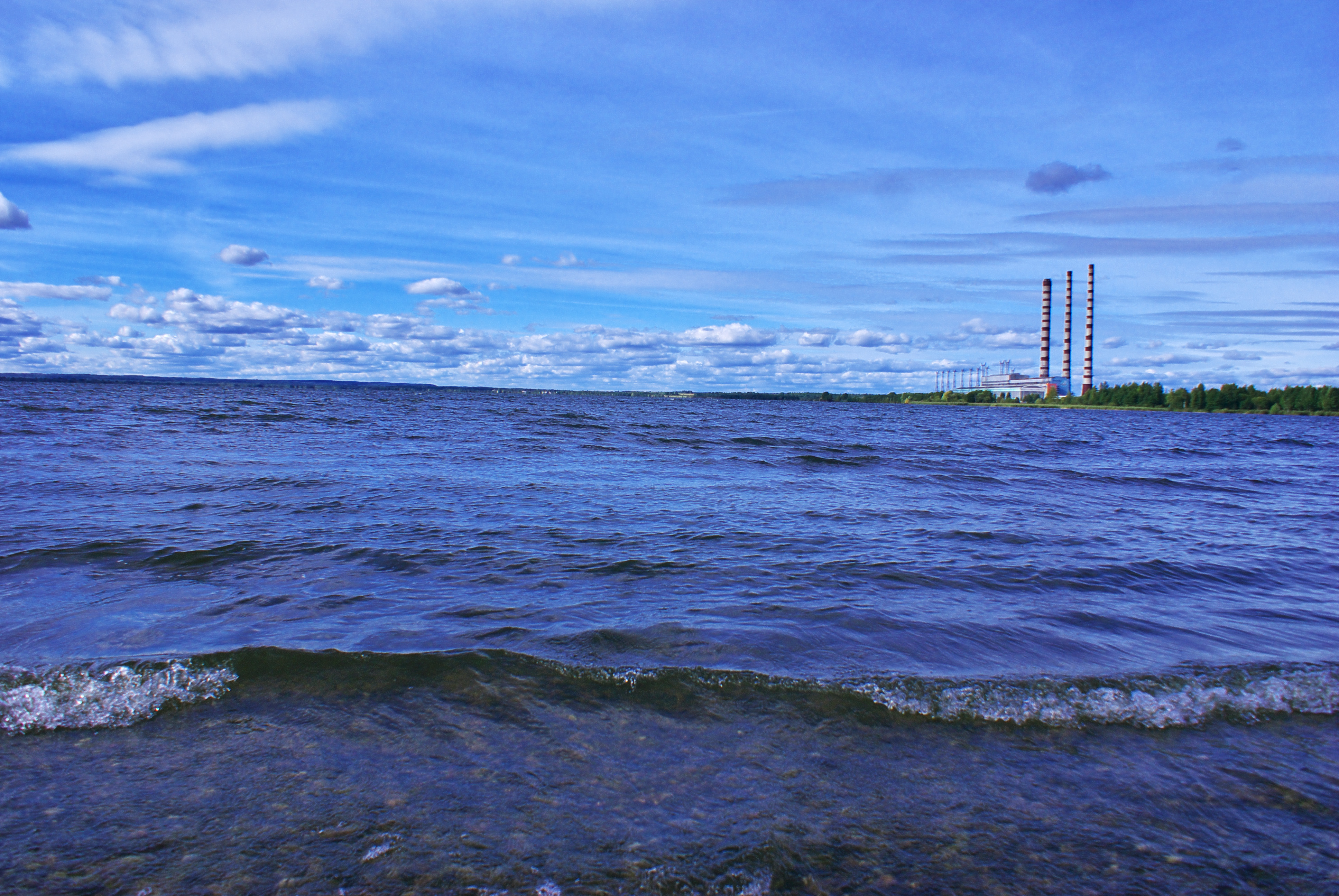
Лукомльське озеро

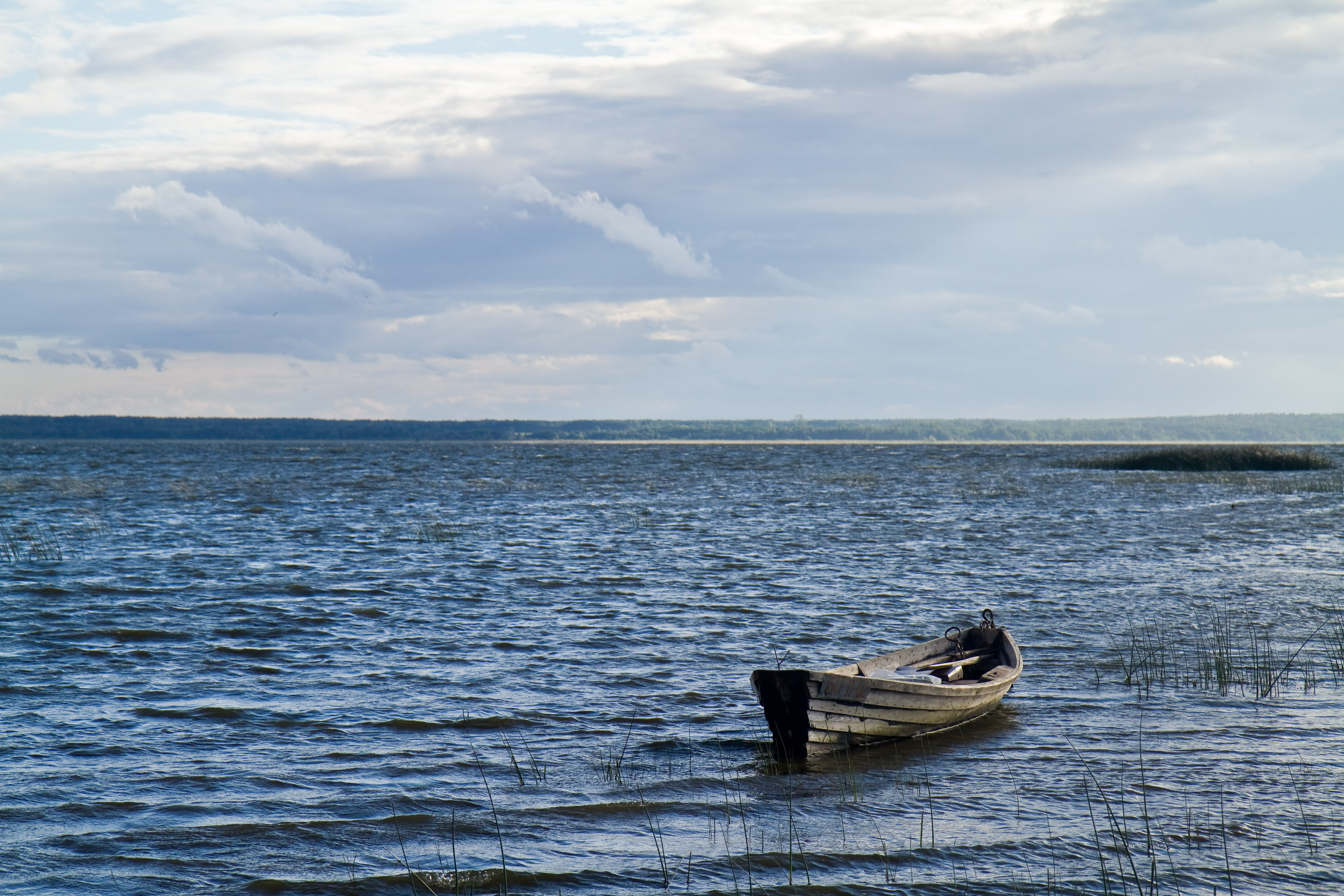
Озеро Дрив'яти

Список найбільших озер Білорусі без загат, вказаних за зменшенням площі:
| № п/п | Озеро                       | Регіони Білорусі: район(область) /інші країни/ | Площа,км² | Висота,м | Глибина,м | Витікають річки (басейн)       |
| ----- | --------------------------- | ---------------------------------------------- | --------- | -------- | --------- | ------------------------------ |
| 1     | Нароч                       | Мядельський (Мінська)                          | 79,60     | 165,0    | 24,8      | Нароч (Няріс (Вілія)→Німан)    |
| 2     | Освея                       | Верхньодвінський (Вітебська)                   | 52,80     | 129,8    | 7,5       | канал Дегтярівка (оз. Ормея)   |
| 3     | Червоне озеро               | Житковицький (Гомельська)                      | 43,70     | 136,0    | 4,0       | Бобрик (Прип'ять)              |
| 4     | Лукомльське озеро           | Чашницький (Вітебська)                         | 37,71     | 165,1    | 11,5      | безстічне                      |
| 5     | Дрив'яти                    | Браславський (Вітебська)                       | 36,14     | 129,0    | 12,0      | Друйка (Західна Двіна)         |
| 6     | Нещердо                     | Россонський (Вітебська)                        | 27,40     | 147,7    | 8,1       | Нещерда (Дриса→Західна Двіна)  |
| 7     | Вигонощанське (Вигоновське) | Івацевицький (Берестейська)                    | 25,96     | 151,8    | 2,3       | Огінський (Ясельда→Прип'ять)   |
| 8     | Свір                        | Мядельський (Мінська)                          | 22,28     | 149,8    | 8,7       | Свіриця (Страча→Вілія→Німан)   |
| 9     | Снуди                       | Браславський (Вітебська)                       | 22,00     | 129,6    | 16,5      | протока в оз. Струсто          |
| 10    | Чорне                       | Березівський (Берестейська)                    | 17,30     | 142,6    | 2,5       | Жигулянка (Ясельда→Прип'ять)   |
| 11    | Мядель                      | Мядельський (Мінська)                          | 16,20     | 159,0    | 24,6      | Мяделька (Бірвета→Дісна)       |
| 12    | Лісно                       | Верхньодвінський (Вітебська)                   | 15,71     | 124,0    | 6,1       | Свольна (Дриса→Західна Двіна)  |
| 13    | Єзерище                     | Городоцький (Вітебська)                        | 15,39     | 165,0    | 11,5      | Оболь (Західна Двіна)          |
| 14    | Селява                      | Крупський (Мінська)                            | 15,00     | 166,0    | 17,6      | протока в оз. Обіда            |
| 15    | Богінське                   | Браславський (Вітебська)                       | 13,23     | 130,0    | 15,0      | Дрисвята (Дісна→Західна Двіна) |
| 16    | Мястро                      | Мядельський (Мінська)                          | 13,10     | 165,1    | 11,3      | протока в оз. Нароч (Няріс)    |
| 17    | Струсто                     | Браславський (Вітебська)                       | 13,00     | 129,6    | 23,0      | протока в оз. Войсо (Друйка)   |
| 18    | Річі                        | Браславський (Вітебська) /Латвія/              | 12,84     | 146,2    | 51,9      | Річанка (оз. Дрісвяти)         |
| 19    | Спорівське                  | Березівський (Берестейська)                    | 11,50     | 141,6    | 2,2       | Ясельда (Прип'ять)             |
| 20    | Лосвідо                     | Городоцький (Вітебська)                        | 11,42     | 164,0    | 20,2      | протока в оз. Циганове         |
| 21    | Лепельське                  | Лепельський (Вітебська)                        | 10,18     | 145,0    | 33,7      | Улла (Західна Двіна)           |
| 22    | Вишневське                  | Вілейський (Мінська)                           | 9,97      | 152,0    | 6,5       | Смолка (оз. Свір)              |
| 23    | Дрісвяти                    | Браславський (Вітебська) /Литва/               | 44,79     | 141,6    | 33,3      | Прорва (Дрисвята→Дісна)        |

## Найглибші озера

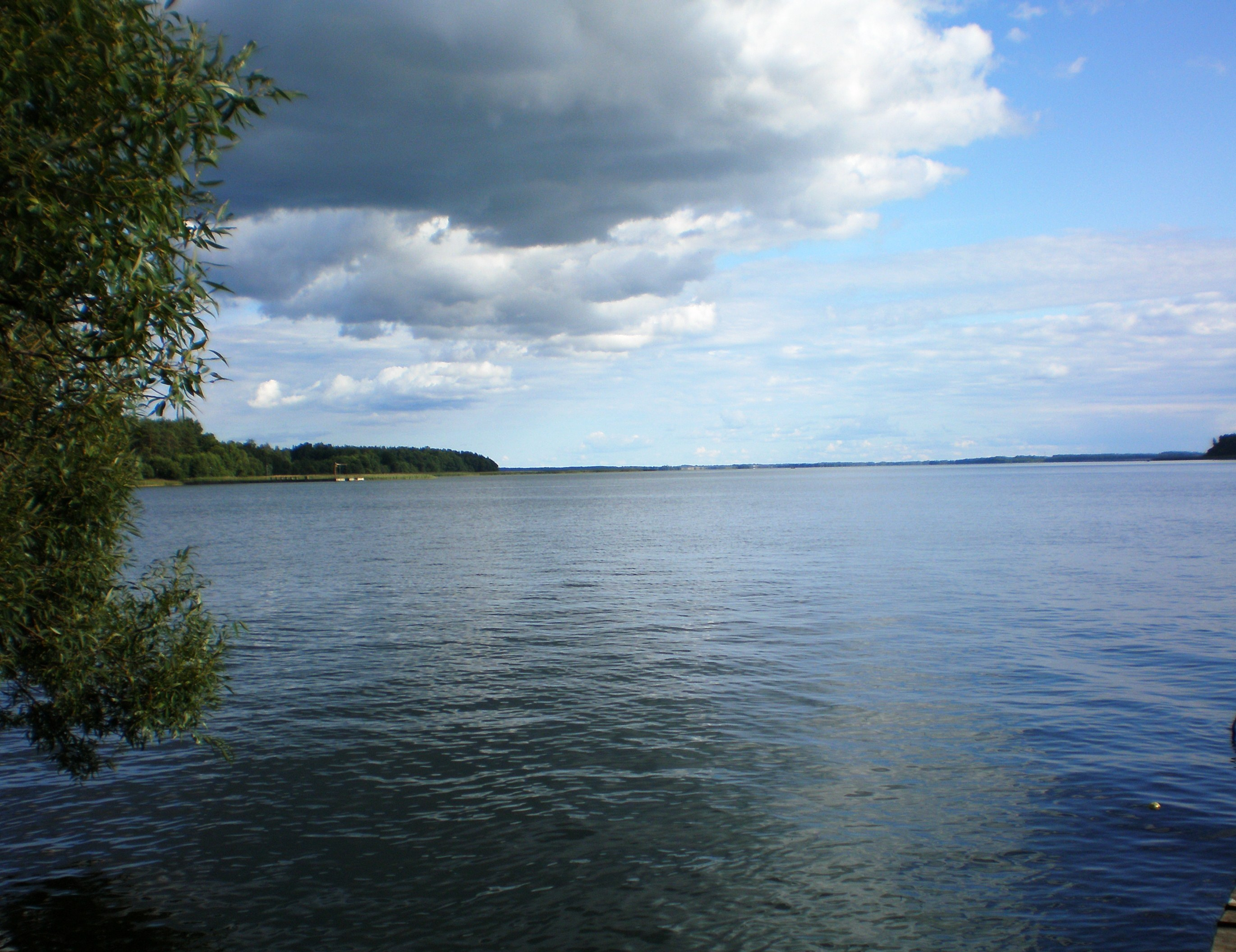
Озеро Дрісвяти

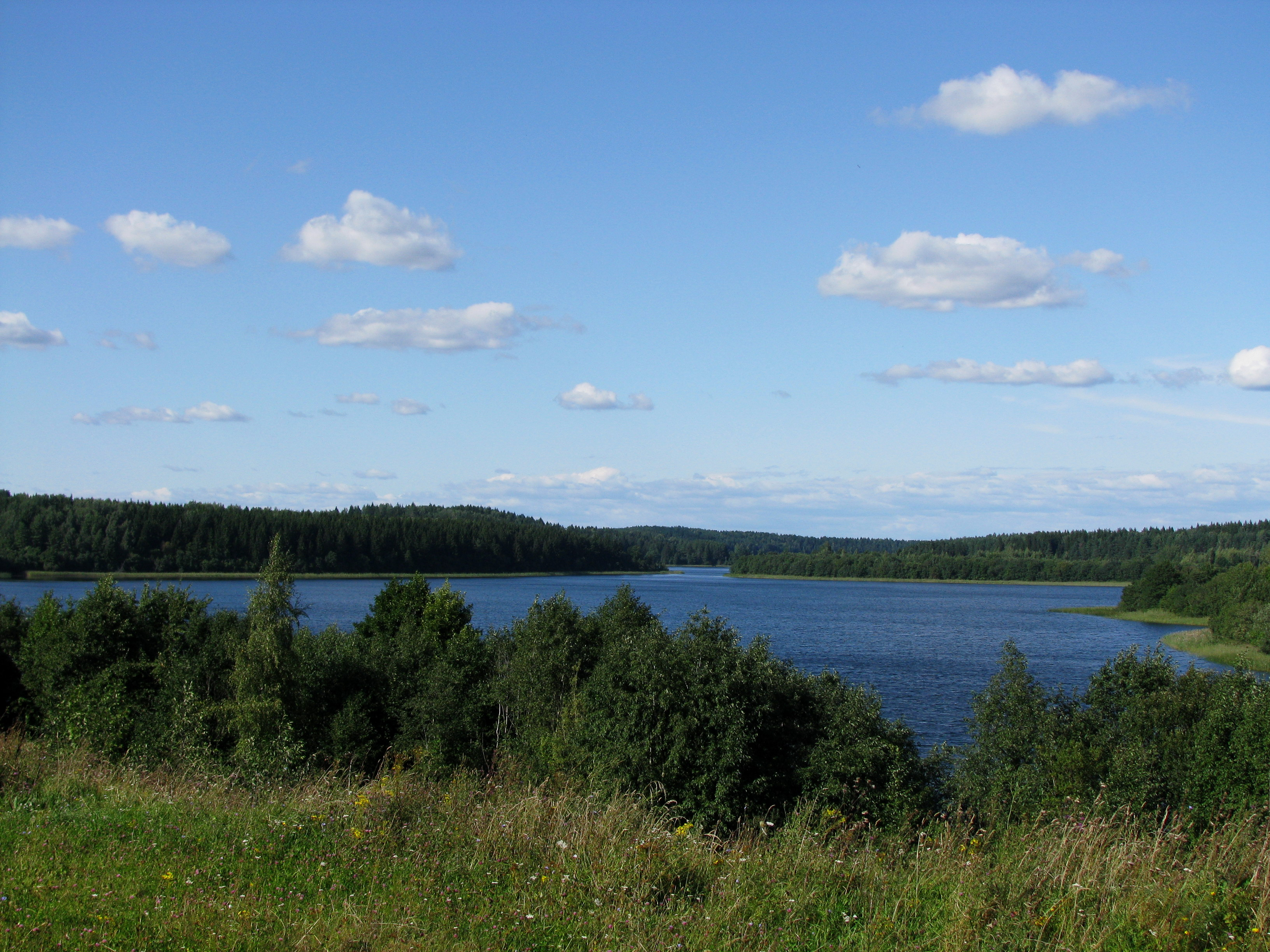
Криве озеро

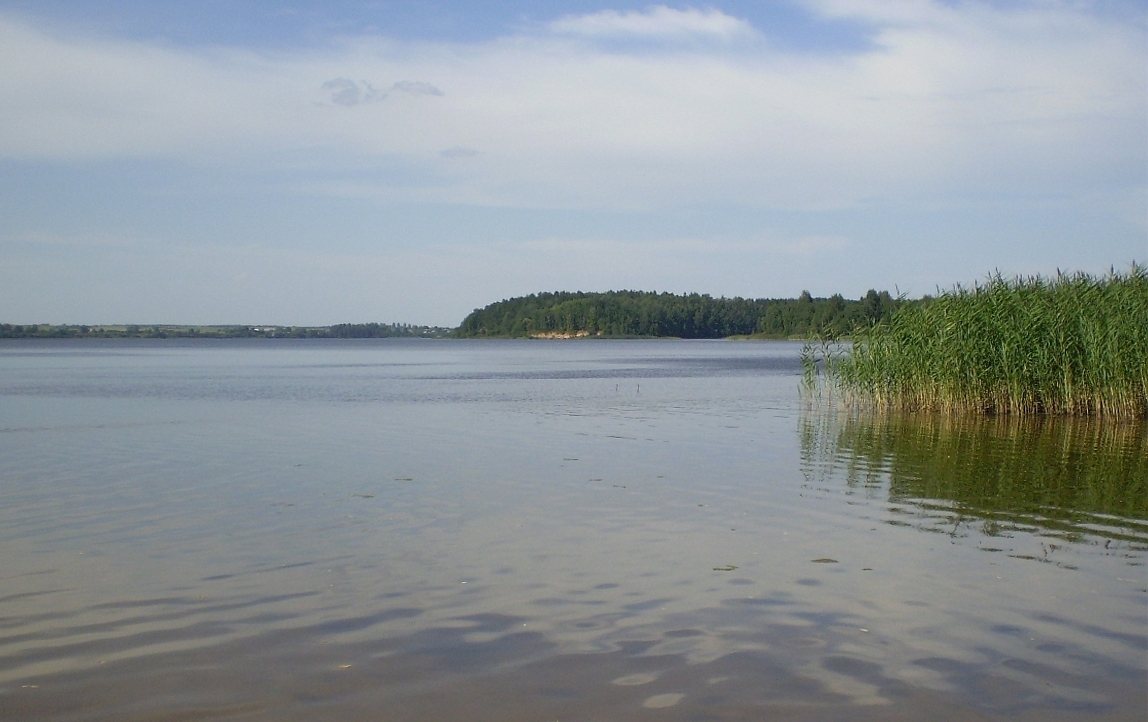
Лепельське озеро

| № п/п | Озеро           | Регіони Білорусі:район (область) | Глибина,м | Площа,км² |
| ----- | --------------- | -------------------------------- | --------- | --------- |
| 1     | Довге           | Глибоцький (Вітебська)           | 53,6      | 2,6       |
| 2     | Річі            | Браславський (Вітебська)         | 51,9      | 12,84     |
| 3     | Гинькове        | Глибоцький (Вітебська)           | 43,3      | 0,51      |
| 4     | Волосо Південне | Браславський (Вітебська)         | 40,4      | 1,21      |
| 5     | Болдук          | Мядельський (Мінська)            | 39,7      | 0,76      |
| 6     | Троща           | Ушацький (Вітебська)             | 38,2      | 0,51      |
| 7     | Чорне           | Полоцький (Вітебська)            | 38        | 0,35      |
| 8     | Соро            | Полоцький (Вітебська)            | 36,3      | 5,31      |
| 9     | Вечельє         | Ушацький (Вітебська)             | 35,9      | 1,36      |
| 10    | Лепельське      | Лепельський (Вітебська)          | 33,7      | 10,18     |
| 11    | Какісино        | Лепельський (Вітебська)          | 33,5      | 0,78      |
| 12    | Соминське       | Івацевицький (Берестейська)      | 33,5      | 0,41      |
| 13    | Дрісвяти        | Браславський (Вітебська) /Литва/ | 33,3      | 44,79     |
| 14    | Пліса           | Глибоцький (Вітебська)           | 32,9      | 1,1       |
| 15    | Волчино         | Мядельський (Мінська)            | 32,9      | 0,53      |
| 16    | Полозно         | Ушацький (Вітебська)             | 32,5      | 0,15      |
| 17    | Бобино          | Полоцький (Вітебська)            | 32,3      | 0,49      |
| 18    | Сєнно           | Сєнненський (Вітебська)          | 31,5      | 3,13      |
| 19    | Криве           | Ушацький (Вітебська)             | 31,5      | 4,5       |
| 20    | Круглик         | Шумілінський (Вітебська)         | 31,5      | 0,4       |
| 21    | Чорне           | Поставський (Вітебська)          | 31,5      | 0,36      |
| 22    | Довге           | Браславський (Вітебська)         | 31        | 1,87      |
| 23    | Свито           | Поставський (Вітебська)          | 31        | 0,82      |
| 24    | Лесковичі       | Шумілінський (Вітебська)         | 30,7      | 0,72      |
| 25    | Замош'є         | Ушацький (Вітебська)             | 30,7      | 0,33      |

## Найчистіші озера

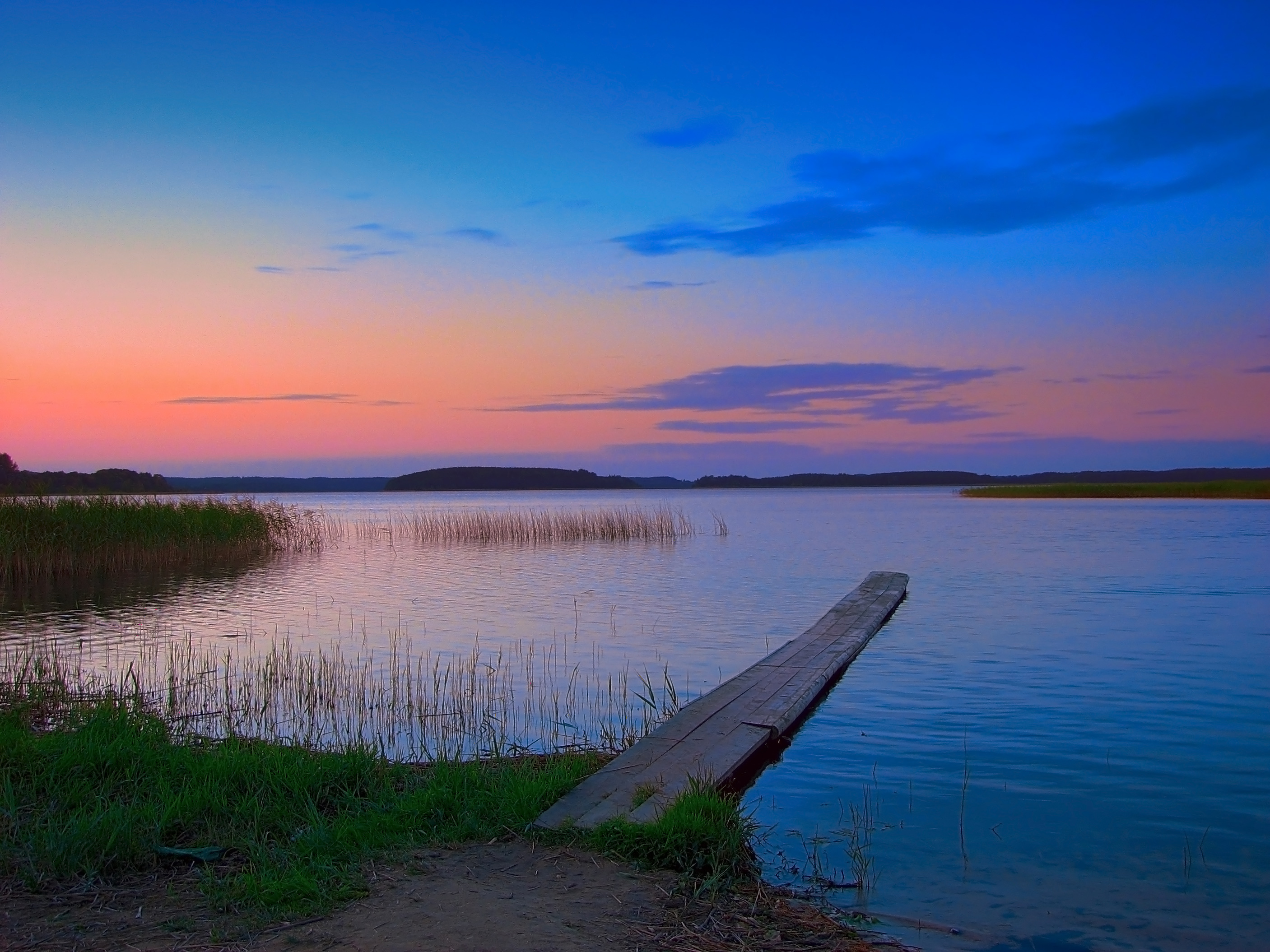
Озеро Снуди

- Глибоке (Полоцький район) — прозорість 9,5 м
- Волосо Південне (Браславський район) — прозорість 8,3 м
- Нароч (Мядельский район) — прозорість 7,4 м
- Снуди (Браславський район) — прозорість 6,6 м
- Вельє (Полоцький район) — прозорість 6,3 м
- Криве (Ушацький район) — прозорість 8,0 м
- Селява (Крупський район) — прозорість 5,3 м